# Csehimindszent
Csehimindszent [ˈtʃɛhimindsɛnt] ist eine ungarische Gemeinde im Kreis Vasvár im Komitat Vas.

## Lage
Csehimindszent liegt im Süden des Komitats Vas im westlichen Ungarn. Nachbargemeinden sind Csehi, Csipkerek und Mikosszéplak.

## Sehenswürdigkeiten
- Geburtshaus von József Mindszenty, heute Mindszenty-Gedenkhaus
- Römisch-katholische Kirche, erbaut um 1790 im Barockstil

## Persönlichkeiten
- József Mindszenty (1892–1975), letzter Fürstprimas von Ungarn und Ehrwürdiger Diener Gottes

## Galerie

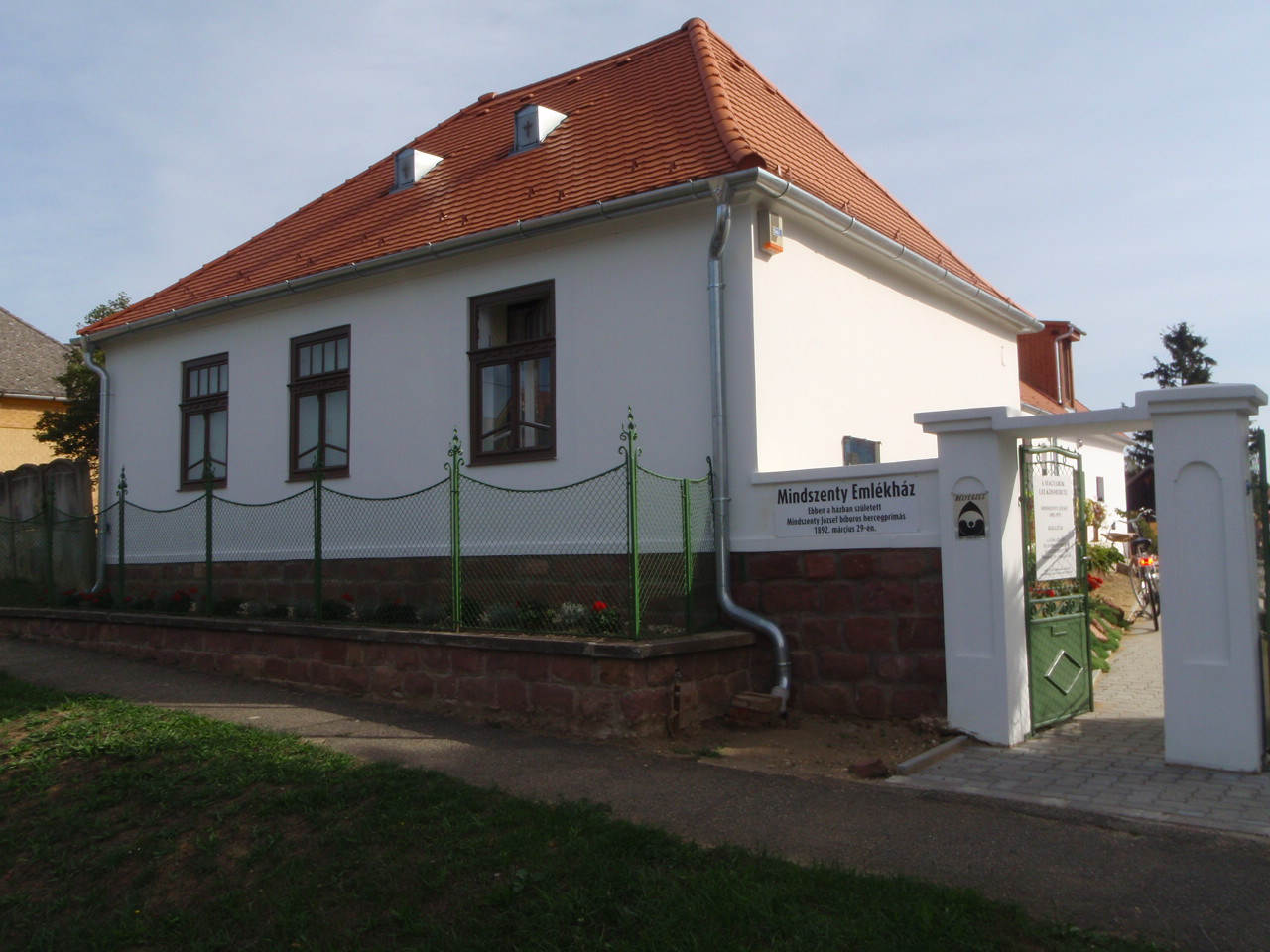
Mindszenty-Gedenkhaus
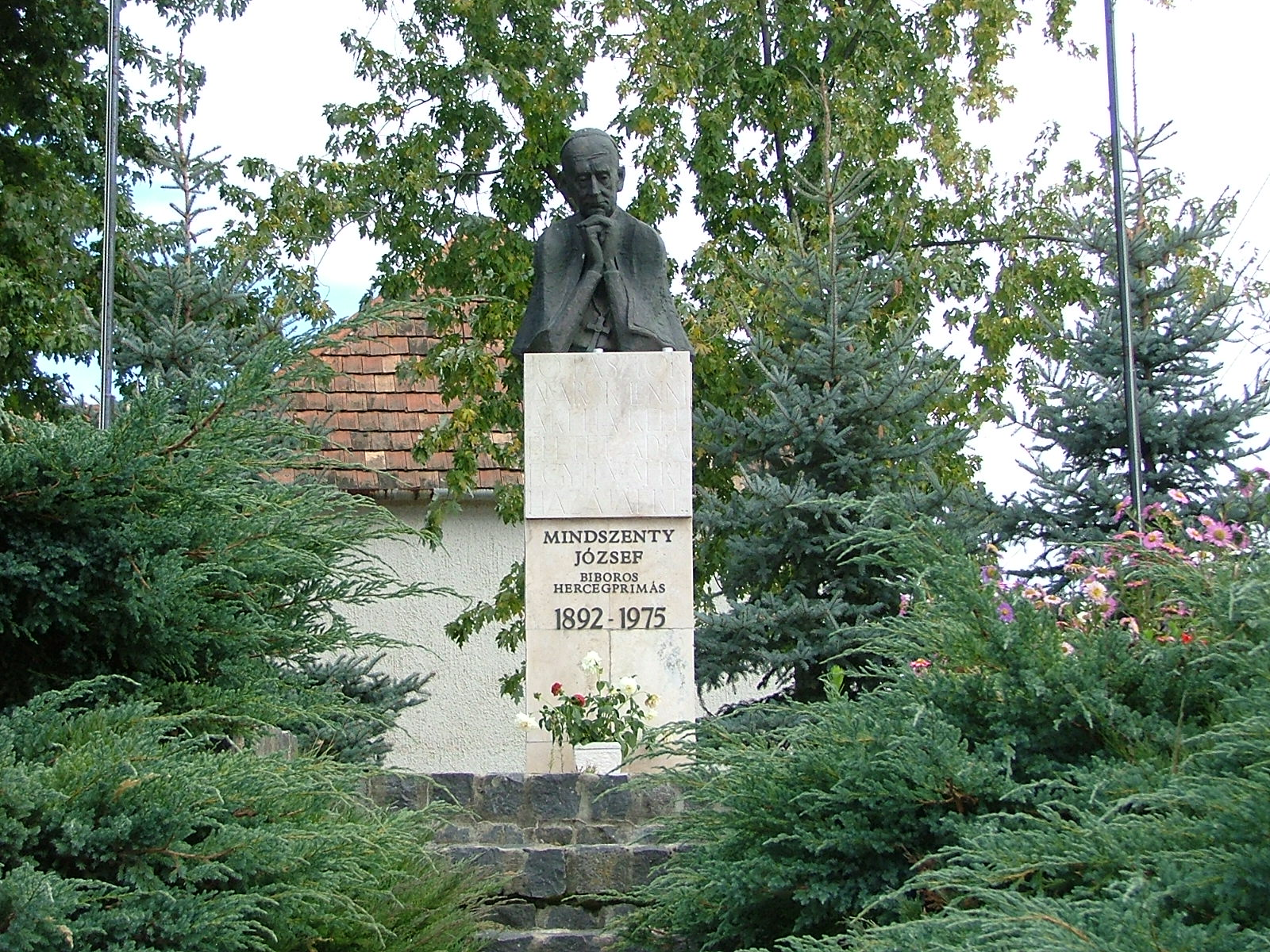
József Mindszenty, Skulptur
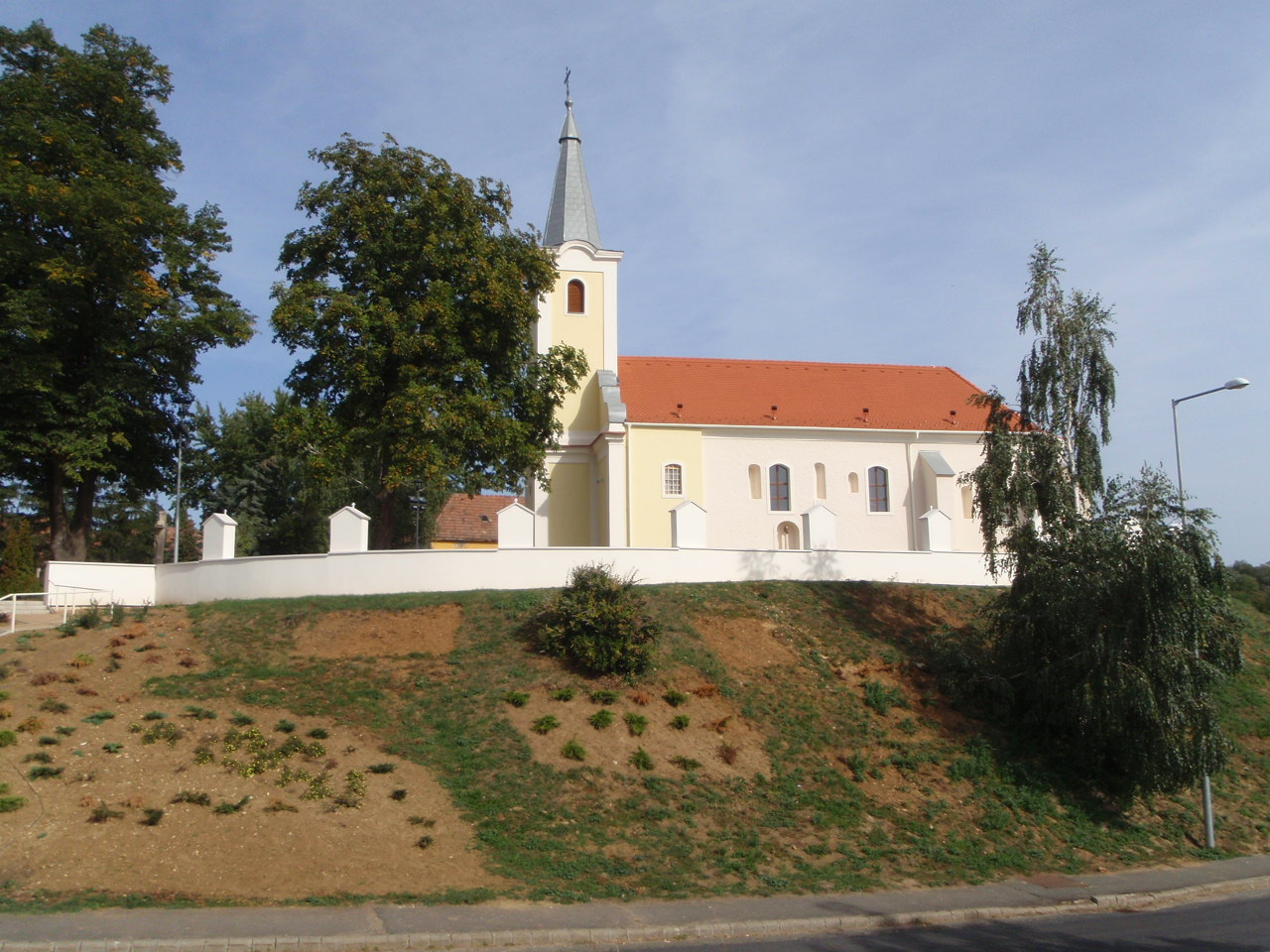
Römisch-katholische Kirche